# Valea lui Pătru
Valea lui Pătru – wieś w Rumunii, w okręgu Dolj, w gminie Scăești. W 2011 roku liczyła 1022 mieszkańców.